# Hypsypops rubicundus
El garibaldi (Hypsypops rubicundus) es una especie de pez tropical perteneciente a la familia de los Pomacéntridos, que suele encontrarse en la parte nordeste subtropical del Océano Pacífico. Su nombre común es una referencia al militar y político italiano Giuseppe Garibaldi, cuyos seguidores solían vestir características Camisas rojas. Al igual que otros peces damisela, el macho Garibaldi defiende agresivamente el nido después de que la hembra pone sus huevos. Es la única especie del género Hypsypops.

## Morfología
Los machos pueden llegar alcanzar los 38 cm de longitud total, haciendólos los miembros más grandes de los pomacéntridos. Los adultos son de color anaranjado, con una aleta dorsal y cola más opacas que el resto del cuerpo. Los juveniles son más rojizos y poseen pequeñas manchas azuladas iridescentes en el cuerpo que pierden al madurar.

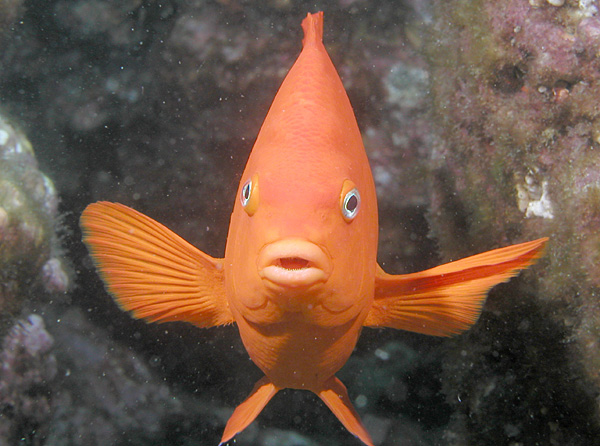
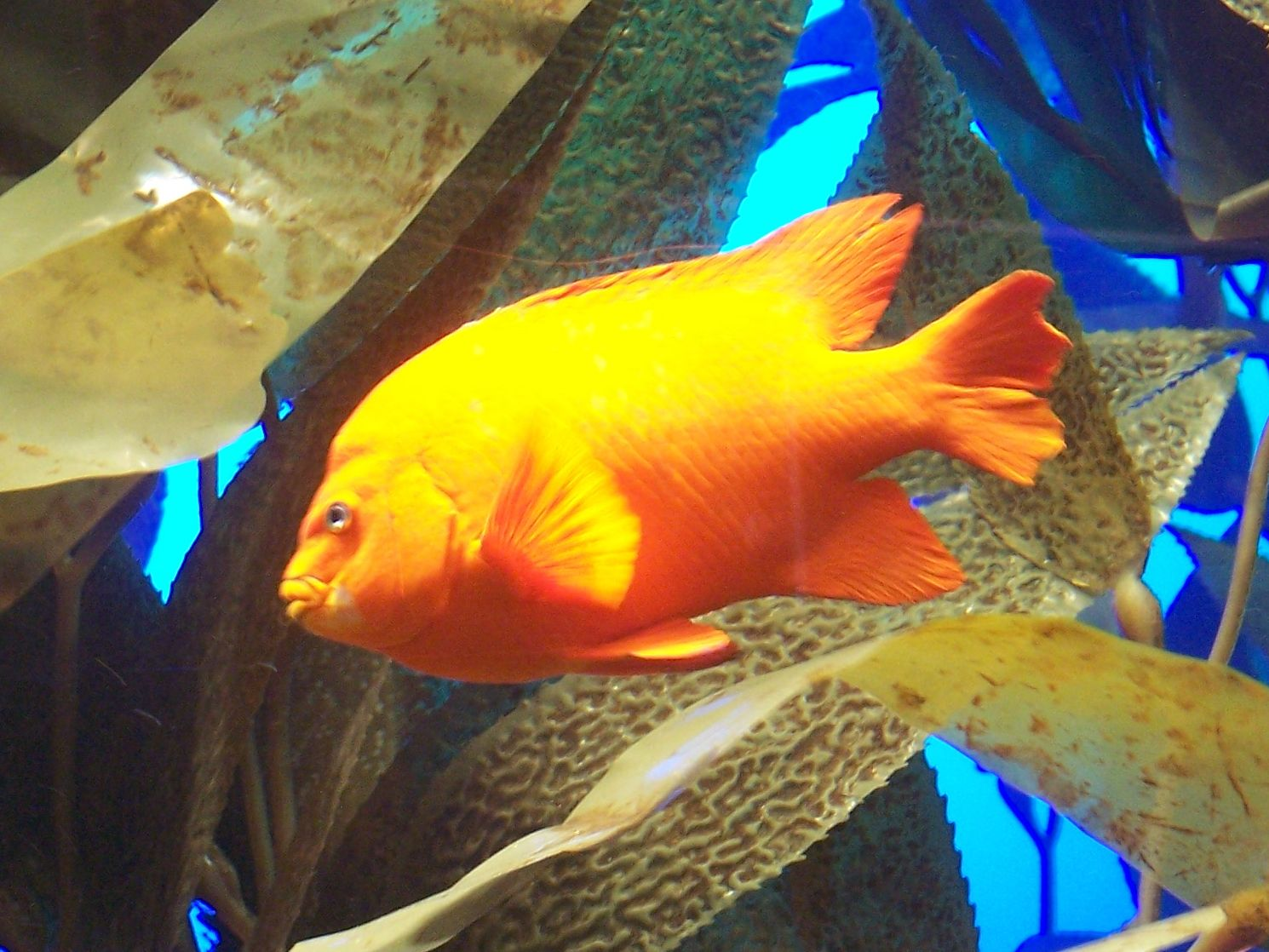
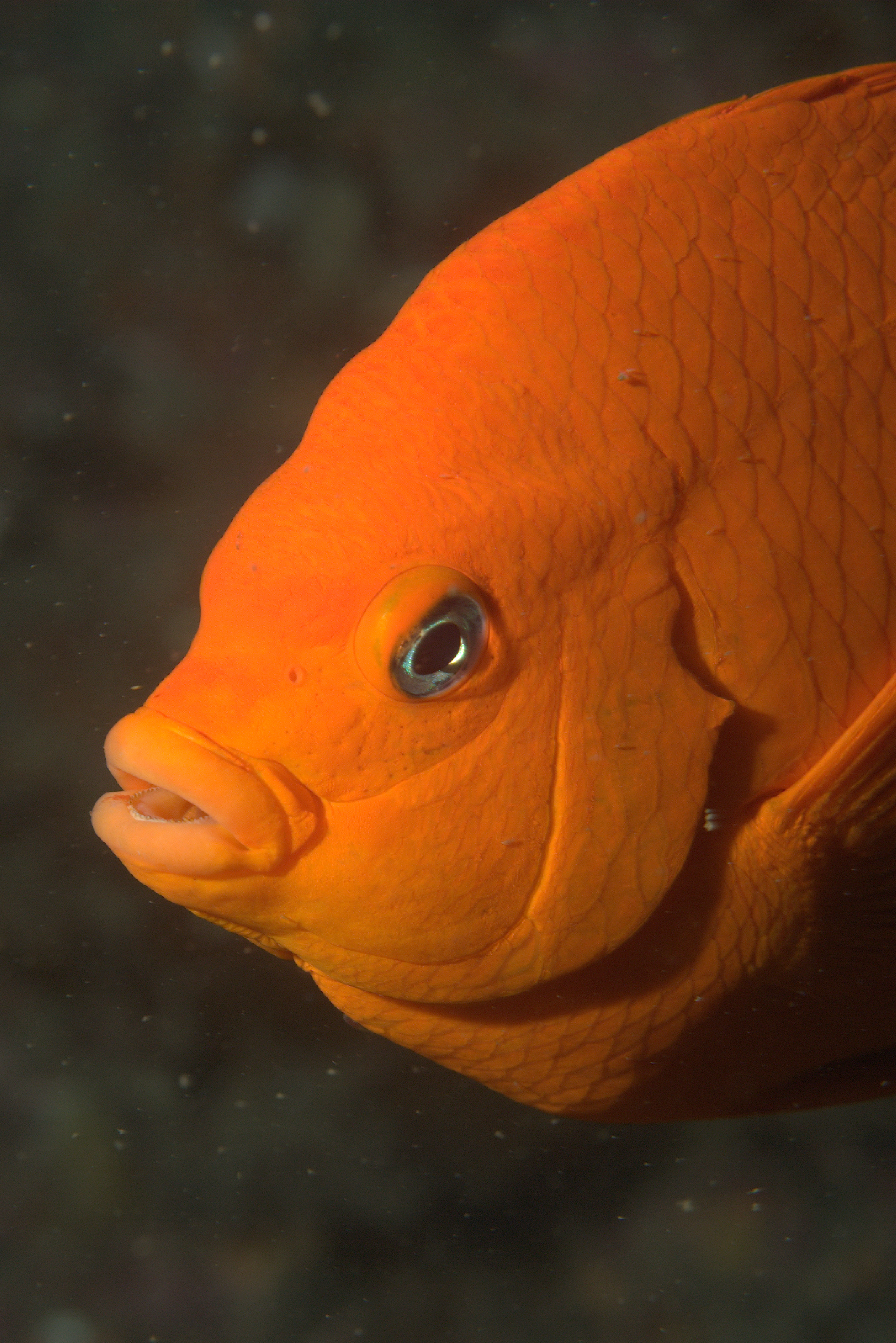
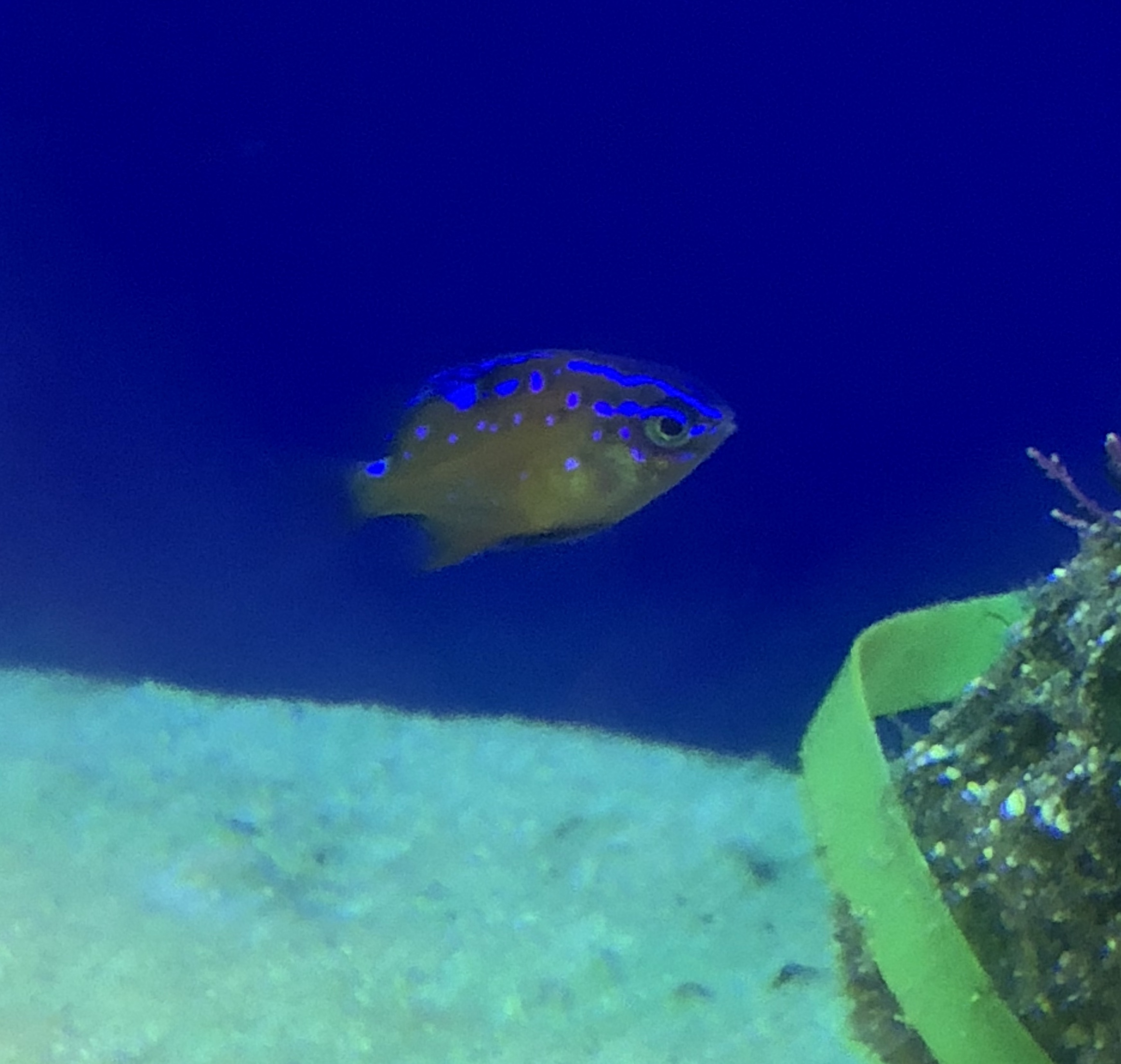

## Distribución geográfica
Esta especie habita en profundidades de 30 metros, por lo general en arrecifes rocosos. Es nativo de las aguas del nordeste del Océano Pacífico, incluyendo la Bahía de Monterrey, California y también la Isla Guadalupe en Baja California.

## Comportamiento
Los Garibaldis se alimentan principalmente de invertebrados, que encuentran en las rocas del suelo marino. Al igual que otros peces damisela, el Garibaldi macho adulto mantiene un territorio. El macho arregla un nido en su territorio donde la hembra pone sus huevos. Mientras los huevos se desarrollan, el macho defiende agresivamente el nido de otros peces hambrientos, e incluso ataca a criaturas más grandes que él mismo, siendo capaz de morder buceadores humanos para alejarlos del nido.

## Conservación
El Garibaldi es el pez oficial de California y está protegido en las aguas costeras californianas. Se lo ve frecuentemente en la Isla Santa Catalina y en la ensenada de La Jolla, San Diego.